# Aspalathus lotiflora
Aspalathus lotiflora är en ärtväxtart som beskrevs av Rolf Martin Theodor Dahlgren. Aspalathus lotiflora ingår i släktet Aspalathus och familjen ärtväxter. Inga underarter finns listade i Catalogue of Life.